# リスボン条約
リスボン条約（リスボンじょうやく）は、既存の欧州連合の基本条約を修正する条約。改革条約（かいかくじょうやく）とも呼ばれる。
本条約の正式な名称は「欧州連合条約および欧州共同体設立条約を修正するリスボン条約」。
2007年12月13日にリスボンのジェロニモス修道院において加盟国の代表らによって署名され、2009年12月1日に発効した。

## 概要
2005年にフランスとオランダにおける国民投票で欧州憲法条約の批准が否決された。欧州連合の基本条約の枠組み改定には全加盟国の賛成が必要であるため、欧州憲法条約は発効が断念された。
これを受けて2007年6月、欧州理事会において新条約の枠組みが合意され、政府間協議 (IGC) において起草、条約案が承認された。草案は2007年10月19日に合意に達し、欧州憲法条約に大幅な変更が加えられたものの欧州憲法条約とは異なり、既存の基本条約と置き換えるのではなく、修正する形をとっている。
リスボン条約では欧州憲法条約に盛り込まれていた機構改革や、市民の欧州連合への関与を強化することが規定されている。その一方で欧州憲法条約にあった欧州連合の旗のような超国家機関的な性格は取り除かれ、また特定の国には適用除外条項が規定されている。
リスボン条約の第6条第2項では、発効には全ての欧州連合加盟国の批准手続の完了を要することが規定されている。条文では2009年1月1日の発効をうたっているが、全ての加盟国による批准手続の完了に遅れが生じた場合には、完了した日の翌月の1日に発効することになっている。
実際にアイルランドが本条約批准に必要な憲法改正手続に遅れが生じるなどしたため、条約発効は2009年12月1日となった。

## 背景 - 欧州憲法条約
2004年に10か国の新規加盟が差し迫るという状況で、2001年のニース条約で付帯された宣言書に定められた欧州連合の基本的な枠組みの再検討が求められるようになった。ニース条約では将来の加盟に備えて議決手続の改革が行われたが、それでは不十分であったとされている。2001年12月のラーケン宣言では、欧州連合の民主性、透明性、効率性を高め、欧州憲法条約の制定に向けた過程を定めた。また欧州の将来に関する協議会が設置され、議長に元フランス大統領ヴァレリー・ジスカール・デスタンが就任、ヨーロッパ諸国に広く受け入れられるような憲法草案の起草という作業が与えられた。協議会は主に、既存の加盟国だけでなく加盟候補国からの各国議会の代表者で構成され、このほかに各国政府の代表も加わった。2003年6月最終草案が発行され、条約案はアイルランドが議長国を務める2004年6月18-19日の欧州理事会において合意された。
25か国からの合意を得た憲法条約は2004年10月29日にローマにおいて署名式典が行われ調印された。欧州憲法条約が発効するにはすべての加盟国の批准がなされなければならないとされていたが、2005年にフランスとオランダにおいて国民投票が実施された結果、欧州憲法条約は拒否された。多くの加盟国が批准手続を完了させていた一方で、基本条約の修正には全加盟国の承認が求められるため、この両国での国民投票の結果を受けて「熟慮期間」が設定され、その後欧州憲法条約案は政治的に終焉を迎えることになった。

## 新たな動き
2007年、ドイツが議長国となり、熟慮期間の終焉を宣言した。3月、欧州経済共同体設立条約調印50周年を迎え、全加盟国によりベルリン宣言が採択された。この宣言では全加盟国が2009年中ごろの欧州議会議員選挙までに新たな基本条約を策定・批准することが盛り込まれている。
ベルリン宣言が出されるまでに、バローゾ委員会から2人の委員も加わったヨーロッパの政治家で構成される「ヨーロッパの民主主義のための行動委員会」（通称、アマート委員会）では非公式ながらも欧州憲法条約の改訂に着手していた。2007年6月4日、フランス語において63,000語、448条からなる欧州憲法条約が、12,800語、70条にまで簡素化された改訂版が発表された。また加盟国首脳の間では非公式に新たな条約に向けた以下のようなタイムラインを策定していた。

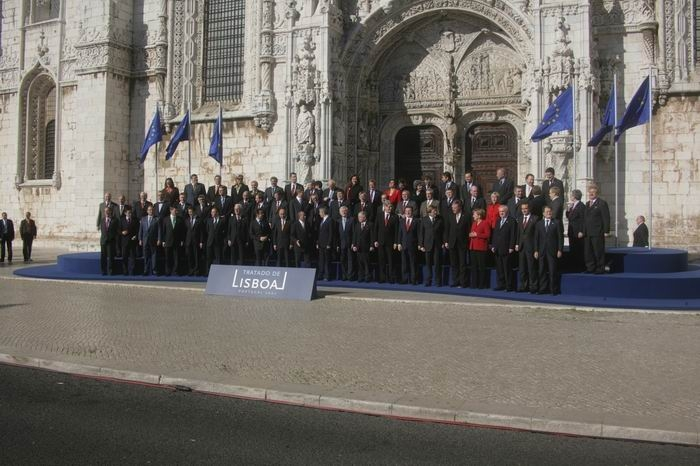
リスボン条約調印式

- 2007年6月22-23日 ブリュッセル欧州理事会において新条約の策定に関する作業を IGC に付託することを決議
- 2007年7月23日 リスボンにおいて「改革条約」策定作業のための IGC を開始
- 2007年9月7-8日 外相会合
- 2007年10月18-19日 リスボンで開かれる欧州理事会において「改革条約」の最終草案に合意
- 2007年12月13日 リスボンにおいて調印
- –2008年末 全加盟国による批准完了
- 2009年1月1日 発効

### 2007年6月欧州理事会
2007年6月21日、欧州理事会の会合がブリュッセルで行われ、拒絶された欧州憲法条約に代わって新条約を作成することで合意された。会合はドイツが議長国を務めるもとで行われ、ドイツ連邦首相アンゲラ・メルケルが議長として協議を牽引した。会合ではキプロスやマルタのユーロ導入決定など、ほかの分野に関する議論が手早く行われ、その後新条約の協議が6月23日の午前5時まで続けられた。
IGC に付託する16ページにわたる文書に合意がまとまり、その中で欧州憲法条約から「憲法」のような性格を持つ用語や欧州連合のシンボルといったものが除去される内容が盛り込まれた。そのうえで IGC に対して、欧州連合理事会での立法手続や外交政策といった重要な点について欧州憲法条約の規定の修正を求めた。イギリスやポーランドの圧力を受け、潜在的にイギリスに対する例外条項を設けるなど、欧州連合基本権憲章の適用に関して限定的にするよう求めている。また特定分野の立法手続に関しては例外的な対処がなされる余地を含めており、さらに欧州憲法条約で規定されていた新たな議決制度については2014年まで凍結することとされた。
6月の会合において新条約について「改革条約」という名称がつけられ、このため「欧州憲法」という名称は消し去られることになった。正確には改革条約によって欧州連合条約と欧州共同体設立条約の条文を、欧州憲法条約にあった多くの内容に修正することとなるが、両条約を完全に統合するようなものにはなっていない。また実質的に EU法の主要な規定のほとんどが含まれ、また法的に実効性を持つ文書である「欧州共同体設立条約」を「欧州連合の機能に関する条約」に改称することが決められた。さらに、欧州憲法条約では基本的人権条項が含まれていた点とは異なり、改革条約では既存の欧州連合基本権憲章に法的拘束力を持たせることをうたい、独立した文書とすることとなった。修正の多くはアマート委員会が提示した内容となっている。

### 政府間協議
ポルトガルはドイツを後押しし、IGC への付託に対する合意取りまとめを支えた。6月の協議や16ページにわたる改革条約の枠組みが決まり、同月23日に IGC での新条約の起草作業が開始された。ドイツの後を受け議長国となったポルトガルは「欧州連合条約および欧州共同体設立条約を修正する条約草案」と題した、145ページにわたる条約本体文書と132ページにわたる12の付帯議定書および51の宣言書を提示し、起草作業の開始点として欧州連合理事会のウェブサイト上に公開した。IGC には各国政府の代表や法学者のほかに欧州議会からも欧州人民党・民主主義グループからエルマー・ブロク、欧州社会党グループからエンリケ・バロン・クレスポ、欧州自由民主同盟からアンドルー・ダフの3人の代表が送られた。
IGC が開かれるまで、ポーランドは6月に合意された内容の撤回を求めており、とくに議決方式について反発していた。その一方で協議の進行をただ1か国が妨害すると見られることを恐れ、またほかの加盟国からの政治的圧力を受けてその姿勢を弱めた。しかし一部の報道によると起草過程の期間中に、ポーランドとアイルランドはイギリスとともに人権条項の例外規定を設けることを求め、またポーランドは加盟国が立法手続を遅らせることができる規定を加えるよう求めていたとされている。アイルランドに対する例外規定が協議されていたにもかかわらず、アイルランド労働組合会議 (ICTU) は、例外規定が適用されていれば国民投票での反対を呼びかけていたという声明を出した。結局アイルランドに対する人権分野に関する適用除外は実施されなかった。

### 2007年10月欧州理事会
2007年10月18-19日の欧州理事会の会合において全加盟国の主に法学者が参加する協議の場はその役割を終えた。10月にリスボンにおいて IGC および欧州理事会の会合が開かれ、新条約を1992年のマーストリヒト条約、1997年のアムステルダム条約、2001年のニース条約といった過去の基本条約にならって「リスボン条約」とすることが決まった。新条約は同年12月に調印されることになった。欧州理事会の会合は議長国ポルトガル、同国首相ジョゼ・ソクラテスのもとで進められた。
この会合の最後に条約の調印に向けて寸前の協議が行われ、以下のことが合意された。
- イタリアに配分される欧州議会の議席数を増加する。その一方で750人の議員定数の上限を守るなかで欧州議会議長を議員として数えないこととする。
- ポーランドの求めに応じて、「ヨアニーナの妥協」[注釈 1]の改定を実施する。また欧州司法裁判所の法務官にポーランド出身者を新たに任命する。ポーランド出身の法務官が加わることで、全体の人数は従来の8名から11名に増えることとなった[7]。
- オーストリアは学生定員に関する裁判所判決の効力停止を受けることになった。
- ブルガリアはユーロのキリル文字への転写として、欧州中央銀行が求めていた “еуро”（エウロ）ではなく、 “евро”（エヴロ）とすることが認められた。

## 構成
リスボン条約は以下のような構成となっている。
- 前文
- 欧州連合条約に対する変更（第1条、3–40ページ）
- 欧州共同体設立条約に対する変更（第2条、41–150ページ）
- 最終規定（第3条から第7条、151–152ページ）
- 議定書
- 宣言書

リスボン条約第5条において、欧州共同体設立条約は「欧州連合の機能に関する条約」と改称され、条文番号も変更される。欧州憲法条約が2つの主要な基本条約と欧州連合基本権憲章に代わり、またこれらを単一の条約に統合する形をとっていたのとは異なり、リスボン条約は既存の条約の修正と基本権憲章の法的拘束力を与えるものとなっている。リスボン条約草案で提唱されている変更を理解するためには、既存の複数の条約にまたがっている規定の相互の関連性を把握しなければならない。このためリスボン条約は可読性が低く見苦しいと評されることが多い。典型的な例として、次の規定文が挙げられる（マーストリヒト条約第7条の修正に関する規定）。
Article 7 shall be amended as follows:

(a) throughout the Article, the word “assent” shall be replaced by “consent”, the reference to breach “of principles mentioned in Article 6(1)” shall be replaced by a reference to breach “of the values referred to in Article 2” and the words “of this Treaty” shall be replaced by “of the Treaties”;

（日本語仮訳）第7条は以下の通り修正する。

(a) 本条を通して、「同意 (assent)」という単語は「承諾 (consent)」と置き換え、「第6条 (1) で規定されている諸原則 (of principles mentioned in Article 6(1))」の違反に対するくだりは、「第2条で言及されている価値観」の背信と置き換え、「この条約 (of this Treaty)」という語句は「諸条約 (of the Treaties)」と置き換える。

## 内容

### 特筆される点
基本権憲章
2000年に発布された欧州連合基本権憲章に法的拘束力を与える。
外交担当職の統合
欧州委員会の対外関係担当委員と共通外交・安全保障政策上級代表の役職をまとめる。
欧州議会の権限拡張
直接選挙による欧州議会について、共同決定手続による議決の対象分野を拡大する。国内議会についてもその役割を拡張する。
欧州連合の政策分野の再構成
2014年以降の欧州理事会における「二重の多数決」での表決対象分野を拡大する。
欧州理事会議長
従来の半年ごとの輪番制を廃し、任期2年半の常任の議長を設置する。
単一の国際法人格
国際法人格を有することで、欧州連合として条約を調印することができるようになる。
リスボン条約では欧州憲法条約で合意されていた、常任の欧州理事会議長や欧州連合外相（「欧州連合外交・安全保障政策上級代表」に改称）、欧州議会の国別の議席数の配分、欧州委員会委員の削減、欧州連合からの脱退、国際協定調印など外交政策で独立した機関として活動することが認められる国際法人格の付与（従来は欧州共同体にのみ付与されていた）といった機構改革に関する規定の多くが継承されている。加えて欧州憲法条約における政治的変更や既存の条約の修正なども含まれている。以下に挙げる点は欧州連合条約や既存の条約と比べて大きく変更されているものである。

### 名称、基本的原理
欧州共同体設立条約は「欧州連合の機能に関する条約」に改称される。欧州憲法条約と異なるのは、欧州連合の2つの主要な基本条約が単一の条約文書に統合されないという点である。
さらに欧州連合の機構にも変更がなされる。
- 欧州理事会と欧州中央銀行がともに条約上の機関となる。
- 欧州連合理事会は条約において「理事会」、あるいは「閣僚理事会」と表記される。
- 欧州司法裁判所の正式名称について、「欧州諸共同体司法裁判所」から「欧州連合司法裁判所」となる。
- 条約上、「欧州諸共同体委員会」とされていた正式名称が「欧州委員会」とされる[3]。

一方で、欧州連合のシンボル（旗、歌、標語）や「憲法」といった、国家のような特徴を表す規定や表現は取り除かれている。しかし、このようなシンボルはすでに使われていて、欧州旗については1980年代に使用されており、これらについて欧州憲法条約では正式に法的地位を与えられるはずだった。条文からは除かれたものの今後もシンボルは使用されることになっており、欧州議会でもそのことが確認されている。「国歌のような」用語やシンボルが取り除かれたことと同様に、欧州連合のさまざまな形態の法令に関して従来の規則や指令といった用語が「EU法」と改められることについても断念された。ただ16の加盟国はこれらのシンボルについて、付帯宣言書で法的拘束力を持たないにもかかわらず、それに準じて扱うことを宣言している。

### 基本権憲章
54か条からなる欧州連合基本権憲章では、連合市民の政治、社会、経済に関する権利がうたわれている。同憲章では欧州連合の規則や指令が、欧州連合のすべての加盟国が批准している（また欧州連合としてもこの条約に加わっているとみなされている）人権と基本的自由の保護のための条約に反してはならないとされている。廃案となった欧州憲法条約では欧州連合基本権憲章が憲法条約の一部として取り込まれ、法的拘束力を持つことになっていた。ところが欧州連合でコモン・ローの制度を持つ2つの国の1つで、憲法が成典化されていないイギリスは欧州連合基本権憲章が法的拘束力を持つことに強く反対した。議長国ドイツは改革条約において1か条で基本権憲章に言及し、そのうえで法的拘束力を持たせようとした。その条文により基本権憲章は欧州連合条約や欧州連合の機能に関する条約と法的に同等の価値を持つこととなる。
（日本語仮訳）欧州連合条約（修正後）第6条
1. 連合は2000年12月7日の基本権憲章で定められた権利、自由、原則を2007年12月13日にリスボンにおいて採択され、諸条約と同等の価値を持つものとして承認する。憲章の規定は諸条約で定義されている連合の能力を超えて適用されることはない。憲章に定めのある権利、自由、原則は、解釈や適用を司る憲章の第7部の一般規定に従い、また憲章において言及されている規定の由来を定めた解説によって解釈されるものとする。
2. 連合は人権と基本的自由の保護のための条約に加わる。この加入は諸条約で定義されている連合の能力に影響を与えないものとする。
3. 人権と基本的自由の保護のための条約で保障されている基本権および加盟国に共通するそれらの権利に由来する慣習は連合の法の一般原則であり続けるものとする。

### 対外関係

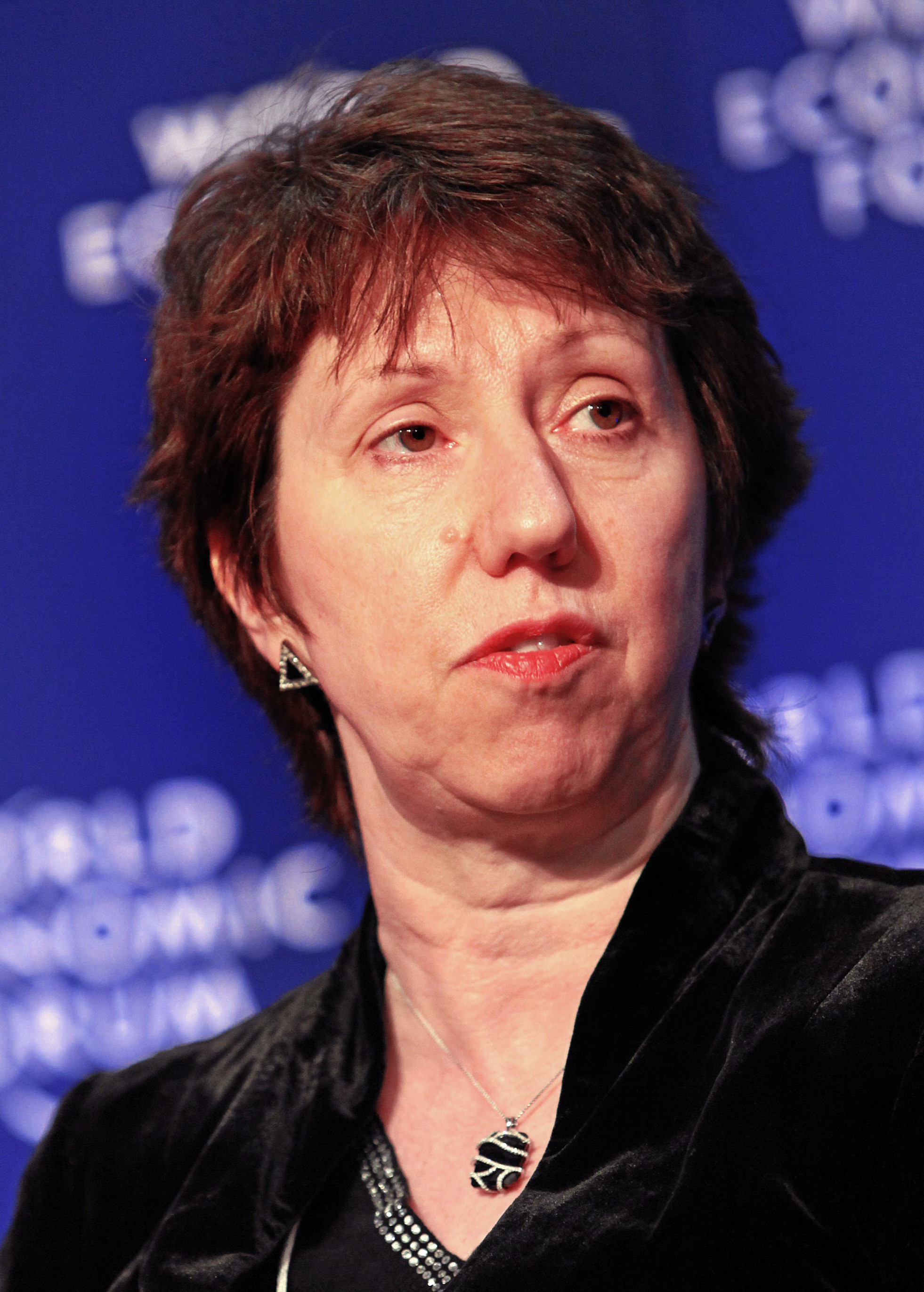
キャサリン・アシュトン
2009年11月に初代外交・安全保障政策上級代表に指名することで合意された。

リスボン条約では、対外関係は加盟国が一致した意見を要する政策分野であるとされている。また同条約で欧州委員会委員の人数を削減する一環として共通外交・安全保障政策上級代表と、欧州委員会対外関係担当委員の統合がなされ、上級代表は欧州委員会の副委員長となり外交を一手に引き受けることになる。欧州憲法条約では欧州連合外相として規定されていたが、リスボン条約では欧州連合外務・安全保障政策上級代表として言及されている。加盟国の中にはこの役職が各国独自の外交政策を蔑ろにするのではないかという不安があるが、欧州理事会では IGC が次の宣言について合意することを求めている。
（日本語仮訳）条約本文第11条の第1段において言及されている特定の手続に加えて IGC は、欧州連合外務・安全保障政策上級代表と対外使節などの共通外交・安全保障政策についての規定が、第三国との関係や国際連合安全保障理事会の理事国に就くといった国際機関への参加などに関する外交の方針や運営、使節について、加盟国の既存の法的原則や義務、権限に影響しないことを明確にする。

IGC はまた、共通外交・安全保障政策についての規定が欧州委員会に対して新たな決定権を与えたり、欧州議会の役割を増やしたりしないよう配慮する。さらに IGC は共通外交・安全保障政策を司る規定が加盟国の安全保障や防衛に関する政策の特性を阻害しないことを確認する。（議長声明）
対外関係に関する変更点は一部で、単一欧州議定書における単一市場の設置や、欧州連合条約におけるユーロの導入、アムステルダム条約における司法・内務協力の強化と同様に、本条約の最重要点とみなす向きがある。
2009年11月19日にブリュッセルで開かれた加盟国首脳による非公式会合において、初代外務・安全保障政策上級代表にイギリス出身の欧州委員会委員（通商担当）キャサリン・アシュトンを指名することで合意された。

### 欧州議会と国内議会
直接選挙で選ばれる欧州議会の権限はリスボン条約の下で強化される。リスボン条約では、従来より共同決定手続が適用される範囲が広がり、一部の例外を除くほぼすべての政策分野で適用されることになる。これにより欧州議会は欧州連合理事会と同等の権限を持つようになる。ただし、一部分野では諮問手続が適用される。また、欧州議会は非義務的支出だけでなく欧州連合の予算全般にわたっての権限も新たに得ることになる。
加盟国の国内議会は欧州連合条約新第33条（修正前第48条を置き換える）に定められる基本諸条約の改定に関して、また新第34条（修正前第49条）の新規加盟の申請に関して重要な役割が与えられることになっている。国内議会は欧州連合の機能に関する条約修正後第69条の刑事司法協力の強化について拒否権を行使することができるようになる。
（日本語仮訳）欧州連合条約新第12条 
国内議会は連合が正常に機能するために、以下の手段によって能動的に貢献するものとする。

(a) 欧州連合の国内加盟国の役割に関する議定書にしたがって、欧州連合の機関によって通知、送付された欧州連合の法令案への対処

(b) 補完性および比例性原理の適用に関する議定書で規定されている手続に従って、補完性原理の尊重への配慮

(c) 欧州連合の機能に関する条約第70条にしたがって自由、治安、司法の枠組み内におけるこれらの分野の連合の政策実施に対する評価メカニズムへの参加、および第88条と第85条にしたがって欧州刑事警察機構の政治的監視と欧州司法機構の活動の評価への関与

(d) 本条約第48条にしたがって、諸条約の改定手続への参加

(e) 本条約第49条にしたがって、連合への加盟申請の通知の受理

(f) 欧州連合の各国議会の役割に関する議定書にしたがって、各国議会および欧州議会との間での相互協力への参加

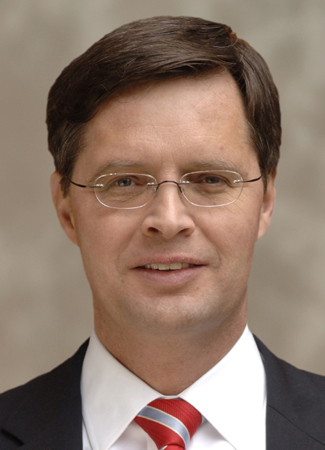
ヤン・ペーター・バルケネンデ
国内議会に国民投票の実施決定に関する権限を与えるべきだと主張した。

上記の点は、欧州連合の意思決定の過程における国内議会により大きな役割を求めていたオランダの首相ヤン・ペーター・バルケネンデの最大限の譲歩の結果である。
附属第2議定書では欧州連合の施策が補完性原理を遵守していることを確かなものにするために、国内議会により大きな役割を与えている。リスボン条約では、欧州委員会が提出した法案の国内議会による調査期間を8週間（欧州憲法条約では6週間）とし、また法案が補完性原理に反している理由を述べた意見を国内議会は欧州委員会に対し送付できる。さらに施策の再検討を求める決議を採択することができる。再検討が必要であるとする票が3分の1（自由、司法、治安に関する欧州連合の施策案については4分の1）を上回った場合、欧州委員会は施策案の再検討をしなければならず、再検討後に施策案に変更を与えないと決定した場合は補完性原理にかなっているとする欧州委員会の根拠を議会に提示しなければならない。

### 理事会における表決
リスボン条約では欧州連合理事会での全会一致を要しない法令について、新たな表決手続が導入されることになる。いわゆる特定多数決方式について、可決に要する票数が理事会の各国代表の 55% かつ、賛成を投じた出席者の出身国の人口が欧州連合全体の人口の 65% とされた。理事会が欧州委員会の提案に従わない場合は、必要とされる多数は、人口については同じとされているが、代表者については全体の 72% とされている。法案成立の阻止には少なくとも4か国が反対しなければならない。
従来のニース条約の表決の規定（加盟国数（半分、場合によっては3分の2超）、表決での賛成割合（74%超）、人口要件（62%超））は2014年まで継続されることになっている。2014年から2017年の間は移行期間が設定され、新たな特定多数決方式が適用されるが、加盟国の求めに応じて旧方式が適用される場合もある。また2014年以降は1994年の「ヨアニーナの妥協」の新たな方式も用いられることになっており、これによって欧州連合の規模の小さい国は、自らが賛成しない欧州連合の決定の再考を求めることができる。

### 政策分野
リスボン条約では、欧州連合の3つの「柱」構造は廃止されることになっている。欧州連合の2つの大きな「柱」にたとえられる政策分野、すなわち共通外交・安全保障政策と警察・刑事司法協力に関する欧州連合の権能は拡張されることになる。ところがイギリスは条約の是非を問う国民投票の実施を回避するためにこれらの分野について、欧州連合の超国家的権限の拡大に反対していた。2007年6月の合意によって、イギリスは内務・警察分野での欧州連合の協力体制への参加義務を免れることになった。外交政策や防衛に関して、各国政府には拒否権が残されたが、一方で欧州憲法条約からはほかの分野の変更点が継承されている。
リスボン条約において、欧州連合の政策分野は次の3つに大別される。
- 排他的権限 - 当該分野では、欧州連合は排他的に指令を策定する権限を持つ。また欧州連合の法令で授権されている場合、国際的な合意についての最終決定を下す排他的な権限を持つ。
- 共有権限 - 当該分野では、加盟国と欧州連合との間で権限を共有する。
- 支持権限 - 当該分野では、欧州連合は加盟国の行動への支持、調整、補完といった行動を実行することができる。

| 排他的権限 | 共有権限 | 支持権限                                                                                               |
| --- | --- | --- |
| - 関税同盟 - 域内市場の機能に必要な競争ルールの設定 - ユーロ導入加盟国の金融政策 - 共通漁業政策の下での海洋生物資源の保護 - 共通通商政策 | - 域内市場 - リスボン条約で定義されている社会政策 - 経済、社会、領域の結合 - 海洋生物資源の保護を除く農業・漁業 - 消費者保護 - 運輸 - トランス・ヨーロピアン・ネットワーク - エネルギー - 自由、治安、司法分野 - リスボン条約で定義される公衆衛生 | - 人間の健康の保護・改善 - 工業 - 文化 - 観光 - 教育、青少年、スポーツ、職業訓練 - 市民保護 - 政府協力 |

加盟国はこれらの政策分野の一部について適用除外をうけることができる。たとえばイギリスは自由、治安、司法分野の法令について例外規定が設定されている。さらにイギリスの働きかけとチェコの支持により、リスボン条約では警察・刑事法分野について欧州連合の政策から対象外とされる規定が設けられている。2007年6月の欧州理事会で策定された条約草案の枠組みの規定において、加盟国と欧州連合との間での権限の区分は、欧州連合から加盟国へ権限が戻されうる双方向の経路を持つ。

### 欧州理事会議長

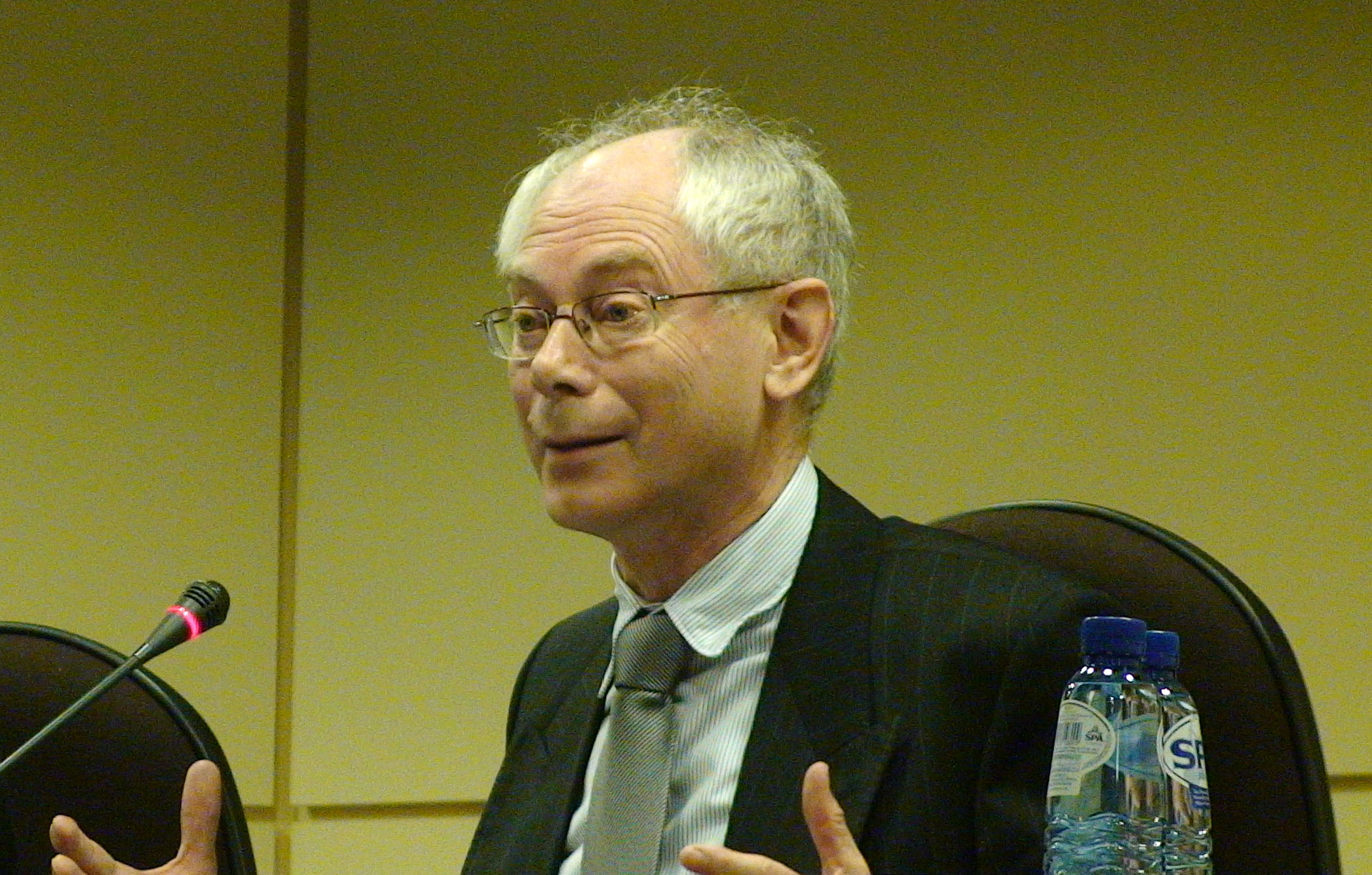
ヘルマン・ファン・ロンパウ
2009年11月に初代常任議長に任命することで合意された。

従来の欧州理事会議長の役職は明確に規定されておらず、既存の基本条約においては任期6か月で輪番制の欧州連合理事会の議長国の首脳がこれを務めると謳われているのみである。リスボン条約が発効すれば、常任となる欧州理事会議長が任命されることになる。欧州理事会議長の選出は欧州理事会において各国首脳の特定多数決でなされ、解任も同様の方法が採られる。任期は2年半で、1度に限り再任可能となっている。欧州委員会委員長と異なり、欧州理事会議長の任命には欧州議会の承認を要しない。
議長の職務は理事会の業務の調整や会合の開催において統括的にこれを行う。しかしながら理事会や欧州連合の対外的な代表を務めるものの、理事会の会合後や任期の開始と満了時に欧州議会に対して報告することとされている。
2009年11月19日にブリュッセルで開かれた加盟国首脳による非公式会議で、初代の常任議長にベルギー首相のヘルマン・ファン・ロンパウを任命することで合意した。

### 拡大・脱退

既存の加盟国
加盟候補国
加盟を申請した国
加盟が国民投票で拒否された国
国民投票により加盟協議が凍結された国
欧州理事会により加盟を拒否された国

リスボン条約では欧州憲法条約と同じく、潜在的加盟候補国について欧州連合への加盟を希望するのであるならば欧州連合の価値観を遵守させる規定がある。オランダはリスボン条約にコペンハーゲン基準を正式に含めることを提案していたが、これは加盟の是非を加盟国の首脳ではなく欧州連合司法裁判所が最終的に判断することになりかねないとして受け入れられなかった。2007年6月の首脳会議でオランダ首相ヤン・ペーター・バルケネンデは条約により強い拡大基準を含めるべきだと主張していた。実際のところそれらに関する規定は加盟希望国の申請が承認されにくくなる内容となっており、また欧州連合の法令案についての国内議会の権限強化や、新条約が加盟国の公共サービス提供を行う権利に影響を与えないとする内容の議定書を付帯させている。
また欧州憲法条約と同様に、リスボン条約でははじめて欧州連合加盟国が法的、公式的に加盟国の資格を剥奪する規定が盛り込まれている。欧州共同体の一部が領域から離脱したことになる1985年のグリーンランドの例はあるが、従来欧州連合を離脱する内容の条約規定は存在しなかった。
欧州憲法条約から引き継いだ特徴にはこのほかに、フランス、デンマーク、オランダの海外領土の地位の変更について、条約の修正を要しないこととなった点がある。代わりに欧州理事会において、当事国の発案により海外領土や外部領域などの特別領域の地位を変動することができるようになった。この規定はオランダの提案で組み込まれ、オランダでは同国領のアンティルやアルバの欧州連合における将来についても欧州連合の機構改革の一環として調査してきた経緯がある。

### 気候変動・エネルギー分野での連帯
リスボン条約では気候変動や地球温暖化に対する戦いに関する追加的合意が含まれており、これらは欧州連合の目標にも加えられている。さらに条約のいくつかの規定はエネルギー供給関連の連帯や欧州連合域内におけるエネルギー政策について修正がなされている。

## 加盟国に対する特別規定

### イギリス・ポーランド
イギリスとポーランドはともに自国に対する、欧州連合司法裁判所による欧州連合基本権憲章の適用を免れることを定めた第30議定書を付帯させることでともに行動した。
第1条

1. 憲章は、ポーランドの、あるいは連合王国の法律、規則、行政規定、慣例、訴訟が再容認する基本的権利、自由、原則と相反することを宣告するために、欧州連合司法裁判所もしくは他の裁判所もしくはポーランドの、あるいは連合王国の法廷の権能を拡大しない。

2. とりわけ、そして誤解の忌避のために、ポーランドの、あるいは連合王国の国内法で前項の権利のために規定されているかぎり以外では、憲章第4部はポーランドあるいは連合王国に適用できる裁判を受ける権利を何も創出しない。

第2条

憲章の規定が国内法および慣例に言及する範囲で、ポーランドの、あるいは連合王国の法律もしくは慣例で承認されている権利もしくは原則を含んでいる範囲はポーランドあるいは連合王国にのみに適用するものとする。

ポーランドの政党市民プラットフォームは2007年の議会選挙期間中、基本権憲章の適用除外を受けるとはしないとしていたが、同国首相ドナルド・トゥスクは、ポーランドは憲章に調印しないと発言している。トゥスクはかつて、いずれは憲章に調印することになることを示唆していたが、前政権が協議してきた内容は尊重すると宣言した。

### イギリス・アイルランド
アイルランドとイギリスは警察や司法での分野について全会一致から特定多数決での表決に変更することについての適用除外を受けることになった。この決定は（国民投票で賛成されて）条約が発効したのち、3年以内に再検討されることになっている。両国ともこれらの表決については案件ごとに適用除外を受けることができる。

## 批准手続

国別の批准手続完了の状況

ドイツによって計画され2007年6月の首脳会議で合意されたタイムテーブルの下、すべての加盟国は2007年6月の首脳会議で合意された付託文書を新条約の協議の基本文書として使うことになり、新条約は2007年末までにその協議を終了させ、2007年末までにすべての加盟国での批准を完了させて、2009年1月1日に、次回の欧州議会選挙に備えて発効させることになった。発効には全加盟国の批准が必要であり、アイルランドを除く加盟国は新条約に関する国民投票の実施を回避した。アイルランドでは、欧州連合の基本条約の修正のためには憲法を改正する必要があり、そのための国民投票の実施が義務付けられている。
批准手続に国民投票を実施することについては一部の加盟国で議論となった。デンマークでは、リスボン条約に関する国民投票の実施を求める声が高まっていたが、同国首相アナス・フォー・ラスムセンは2007年12月11日に、新条約を国民投票で諮らないと表明し、議会も同日この方針を確認した。
チェコ、オランダ、イギリスでは国民投票の実施の是非について検討がなされ、いずれの政府も議会での批准を決めている。オランダとイギリスでは、議会が政府の決定に反して国民投票を強行する権限を持つが、実施反対派が多数を占めておりその見通しはほとんどなかった。チェコは2007年10月30日に国民投票ではなく議会でのリスボン条約批准を議会で決しており、この採決にはボヘミア・モラビア共産党や与党市民民主党の造反議員3名が実施賛成に回った。

### 条約批准手続の結果
| 調印国         | 賛否決定日     | 議会                               | 賛成               | 反対               | 棄権               | 批准書寄託日   |
| -------------- | -------------- | ---------------------------------- | ------------------ | ------------------ | ------------------ | -------------- |
| ハンガリー     | 2007年12月17日 | 国民議会                           | 325                | 5                  | 14                 | 2008年2月6日   |
| マルタ         | 2008年1月29日  | 代議院                             | 65                 | 0                  | 0                  | 2008年2月6日   |
| フランス       | 2008年2月7日   | 国民議会                           | 336                | 52                 | 22                 | 2008年2月14日  |
| フランス       | 2008年2月8日   | 元老院                             | 265                | 42                 | 13                 | 2008年2月14日  |
| ルーマニア     | 2008年2月4日   | 元老院・代議院合同会議             | 387                | 1                  | 1                  | 2008年3月11日  |
| スロベニア     | 2008年1月29日  | 国民議会                           | 74                 | 6                  | 0                  | 2008年4月24日  |
| ブルガリア     | 2008年3月21日  | 国民議会                           | 195                | 15                 | 30                 | 2008年4月28日  |
| オーストリア   | 2008年4月9日   | 国民議会                           | 151                | 27                 | 0                  | 2008年5月13日  |
| オーストリア   | 2008年4月24日  | 連邦議会                           | 58                 | 4                  | 0                  | 2008年5月13日  |
| デンマーク     | 2008年4月24日  | フォルケティング                   | 90                 | 25                 | 0                  | 2008年5月29日  |
| ラトビア       | 2008年5月8日   | サエイマ                           | 70                 | 3                  | 1                  | 2008年6月16日  |
| ポルトガル     | 2008年4月23日  | 共和国議会                         | 208                | 21                 | 0                  | 2008年6月17日  |
| スロバキア     | 2008年4月10日  | 国民議会                           | 103                | 5                  | 1                  | 2008年6月24日  |
| イギリス       | 2008年3月11日  | 庶民院                             | 346                | 206                | 81                 | 2008年7月16日  |
| イギリス       | 2008年6月18日  | 貴族院                             | 全会一致 "Content" | 全会一致 "Content" | 全会一致 "Content" | 2008年7月16日  |
| ルクセンブルク | 2008年5月29日  | 代議院                             | 47                 | 1                  | 3                  | 2008年7月21日  |
| イタリア       | 2008年7月23日  | 元老院                             | 286                | 0                  | 0                  | 2008年8月8日   |
| イタリア       | 2008年7月31日  | 代議院                             | 551                | 0                  | 0                  | 2008年8月8日   |
| ギリシャ       | 2008年6月11日  | ギリシャ議会                       | 250                | 42                 | 8                  | 2008年8月12日  |
| キプロス       | 2008年7月3日   | 代議院                             | 31                 | 17                 | 1                  | 2008年8月26日  |
| リトアニア     | 2008年5月8日   | セイマス                           | 83                 | 5                  | 23                 | 2008年8月26日  |
| オランダ       | 2008年6月5日   | 第二院                             | 111                | 39                 | 0                  | 2008年9月11日  |
| オランダ       | 2008年7月8日   | 第一院                             | 60                 | 15                 | 0                  | 2008年9月11日  |
| エストニア     | 2008年6月11日  | リーギコグ                         | 91                 | 1                  | 9                  | 2008年9月23日  |
| フィンランド   | 2008年6月11日  | エドゥスクンタ                     | 151                | 27                 | 21                 | 2008年9月30日  |
| スペイン       | 2008年6月26日  | 下院                               | 322                | 6                  | 2                  | 2008年10月8日  |
| スペイン       | 2008年7月15日  | 上院                               | 232                | 6                  | 2                  | 2008年10月8日  |
| ベルギー       | 2008年3月6日   | 連邦元老院                         | 48                 | 8                  | 1                  | 2008年10月15日 |
| ベルギー       | 2008年4月10日  | 連邦代議院                         | 116                | 18                 | 7                  | 2008年10月15日 |
| ベルギー       | 2008年5月14日  | ワロン地域議会（地域案件）         | 56                 | 2                  | 4                  | 2008年10月15日 |
| ベルギー       | 2008年5月14日  | ワロン地域議会（共同体案件）       | 53                 | 3                  | 2                  | 2008年10月15日 |
| ベルギー       | 2008年5月19日  | ドイツ語共同体議会                 | 22                 | 2                  | 1                  | 2008年10月15日 |
| ベルギー       | 2008年5月20日  | フランス語共同体議会               | 67                 | 0                  | 2                  | 2008年10月15日 |
| ベルギー       | 2008年6月27日  | ブリュッセル首都圏地域議会         | 65                 | 10                 | 1                  | 2008年10月15日 |
| ベルギー       | 2008年6月27日  | 合同共同体委員会議会               | 66                 | 10                 | 0                  | 2008年10月15日 |
| ベルギー       | 2008年7月10日  | フランデレン地域議会（地域案件）   | 76                 | 21                 | 2                  | 2008年10月15日 |
| ベルギー       | 2008年7月10日  | フランデレン地域議会（共同体案件） | 78                 | 22                 | 3                  | 2008年10月15日 |
| ベルギー       | 2008年7月11日  | フランス語共同体委員会議会         | 70                 | 1                  | 1                  | 2008年10月15日 |
| スウェーデン   | 2008年11月20日 | リクスダーゲン                     | 243                | 39                 | 13                 | 2008年12月10日 |
| ドイツ         | 2008年4月24日  | 連邦議会                           | 515                | 58                 | 1                  | 2009年9月25日  |
| ドイツ         | 2008年5月23日  | 連邦参議院                         | 65                 | 0                  | 4                  | 2009年9月25日  |
| ポーランド     | 2008年4月1日   | 共和国下院                         | 384                | 56                 | 12                 | 2009年10月13日 |
| ポーランド     | 2008年4月2日   | 共和国上院                         | 74                 | 17                 | 6                  | 2009年10月13日 |
| アイルランド   | 2008年4月29日  | ドイル・エアラン（憲法改正）       | 可決               | 可決               | 可決               | 2009年10月23日 |
| アイルランド   | 2008年5月9日   | シャナズ・エアラン（憲法改正）     | 可決               | 可決               | 可決               | 2009年10月23日 |
| アイルランド   | 2008年6月13日  | 国民投票（1回目）                  | 46.6%              | 53.4%              | n/a                | 2009年10月23日 |
| アイルランド   | 2009年7月8日   | ドイル・エアラン（憲法改正）       | 可決               | 可決               | 可決               | 2009年10月23日 |
| アイルランド   | 2009年7月9日   | シャナズ・エアラン（憲法改正）     | 可決               | 可決               | 可決               | 2009年10月23日 |
| アイルランド   | 2009年10月3日  | 国民投票（2回目）                  | 67.13%             | 32.87%             | n/a                | 2009年10月23日 |
| アイルランド   | 2009年10月21日 | ドイル・エアラン（批准関連法）     | 可決               | 可決               | 可決               | 2009年10月23日 |
| アイルランド   | 2009年10月22日 | シャナズ・エアラン（批准関連法）   | 可決               | 可決               | 可決               | 2009年10月23日 |
| チェコ         | 2009年2月18日  | 代議院                             | 125                | 61                 | 11                 | 2009年11月13日 |
| チェコ         | 2009年5月6日   | 元老院                             | 54                 | 20                 | 5                  | 2009年11月13日 |

| 地域・機関     | 採決日         | 議会           | 賛成 | 反対 | 棄権 |
| -------------- | -------------- | -------------- | ---- | ---- | ---- |
| 欧州連合       | 2008年2月20日  | 欧州議会       | 525  | 115  | 29   |
| オーランド諸島 | 2009年11月25日 | オーランド議会 | 24   | 6    | 0    |

### アイルランドにおける国民投票
アイルランドでは2008年6月12日にリスボン条約批准に伴う憲法改正の是非を問う国民投票が実施され、翌日に開票された結果、投票率53.13%（1,621,037票、うち無効6,171票）で、賛成46.6%（752,451票）、反対53.4%（862,415票）となり憲法改正、条約批准に国民の同意が得られなかった。この国民投票は、ほかの加盟国政府が欧州憲法条約失敗の繰り返しを恐れて国民投票の実施を見送るなか、アイルランドでは欧州連合の基本条約を批准・改廃するときは憲法第29条の規定を改正する必要があるという最高裁判所判決が下されたという経緯があり、リスボン条約の批准にあたっても憲法改正が必要となったためである。
アイルランドでは国民投票実施の前月に首相に就任したばかりのブライアン・カウエンを筆頭に与野党を問わず主要政党がリスボン条約批准賛成を呼びかけていた。その一方で有権者の間でリスボン条約に対する理解が浸透せず、これに受けて議会で少数派のシン・フェイン党などが「わからないものには反対を」という運動を起こし、有権者も同調したことも反対が上回った原因に考えられている。
アイルランドでは2001年にもニース条約批准に有権者の同意が得られず、2度目の国民投票で批准にこぎつけたということがある。ニース条約のときは2002年末までに全加盟国が批准しなければ破棄されるという規定があったが、リスボン条約第6条第2項では2009年1月1日の発効が目標とされているものの、同日に発効されなければすべての加盟国での批准手続が完了した翌月の月初日に発効することが同時に規定されている。そのため2008年6月19-20日にブリュッセルで開かれた欧州理事会では、各国首脳が批准の議決を完了させていない加盟国での手続を進め、そのうえでアイルランドに受け入れられるような適用除外規定を附属議定書の形で加えることなどの対応が協議され、リスボン条約を発効させるための努力を続けることを確認した。しかしながら欧州連合に対して批判的な有力政治家からはアイルランドの No に勢いづき、2008年4月に議会での批准手続を完了させているポーランドの大統領レフ・カチンスキからは「アイルランドが批准しない限り批准法に署名しない」、チェコの大統領ヴァーツラフ・クラウスからは「リスボン条約は死んだ」といった発言がなされた。
2008年12月11-12日にブリュッセルで開かれた欧州理事会において、リスボン条約は欧州連合の拡大とより効率的、より民主的な運営のために必要なものであるということが再確認された。この首脳会議に先立ってアイルランド政府は2008年6月の国民投票について分析し、アイルランドから欧州委員会委員を出せなくなるという点が反対された大きな原因であると判断した。そこで各国首脳はリスボン条約が発効していても欧州委員会では各国から1人ずつ委員を出す従来の制度を維持することで合意した。またアイルランドの税制、国防における中立性や、妊娠中絶、安楽死、同性婚などのアイルランドの伝統的な考え方について特別な配慮をまとめた附属議定書を作成することになった。これらの対応を受けてアイルランドはバローゾ委員会の後任の欧州委員会が発足する2009年11月までに再び国民投票を実施することとなり、2009年6月18-19日に行なわれた欧州理事会で議定書案が合意された。2009年7月8日、カウエンは議会において2度目の国民投票を同年10月2日に実施することを発表した。
2009年10月2日に2度目の国民投票が実施され、翌日に開票された結果、投票率59%（1,816,098票、うち無効7,224票）で、賛成67.13%（1,214,268票）、反対32.87%（594,606票）となり、憲法改正、条約批准が国民に承認された。前回と結果が異なった背景として、1990年代後半からおよそ10年続いた「ケルトの虎」と呼ばれる好景気で外資や輸出に経済を依存してきたアイルランドは世界金融危機の影響によって一転し、失業率も2009年中に17%にまで達するという見込みがなされるなど深刻な不況に見舞われているなかで、有権者の間で欧州連合に対する評価が再確認されたことが挙げられる。
2回目の国民投票にあたって与野党を問わずほとんどの政党が賛成に投票するよう呼びかけたほか、元ポーランド大統領レフ・ヴァウェンサや欧州議会議長イェジ・ブゼクといった国外の政治家もアイルランドで条約批准への支持を有権者に求めた。また経済界からもアイルランド産業雇用者連合会長ダニー・マッコイやライアンエアー最高経営責任者マイケル・オリアリーなどが批准賛成を打ち出してキャンペーンを展開するなど、リスボン条約への支持が広まっていった。

#### カチンスキの反応

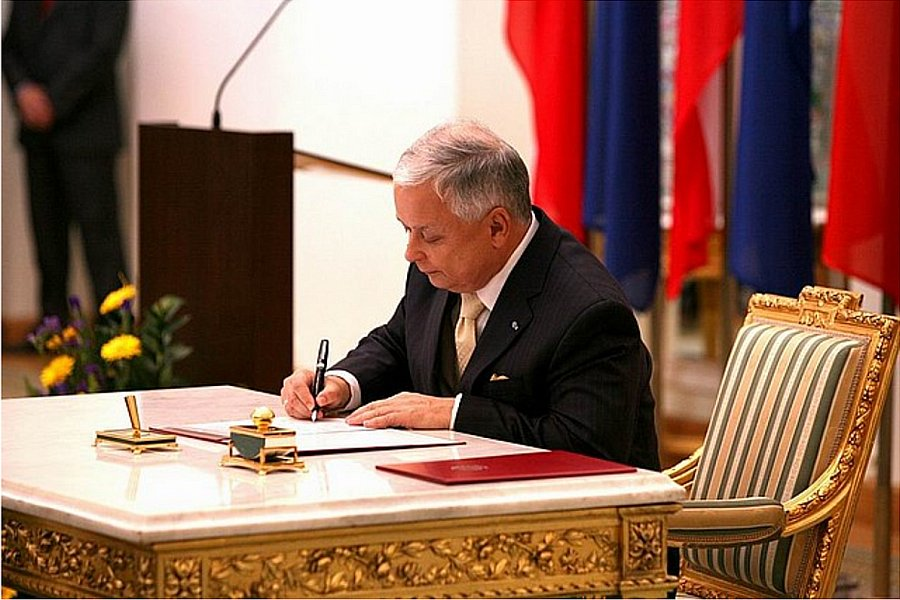
リスボン条約批准法に署名するレフ・カチンスキ（2009年10月10日）

ポーランドでは大統領レフ・カチンスキがリスボン条約に懐疑的な立場をとってきた。2008年4月に議会両院でリスボン批准が承認されたが、カチンスキはただちに批准法に署名しなかった。2008年6月にアイルランドの国民投票でリスボン条約批准が拒否されると、カチンスキは「アイルランドが国民投票で承認しない限りは、ポーランドの批准法に署名しない」と表明した。カチンスキは「リスボン条約の障害になるつもりはないが、アイルランド国民が yes と言わないような条約に署名するつもりもない」という意思を繰り返し述べていった。
2009年10月、アイルランドの2度目の国民投票で賛成が大きく上回ったという結果を受けて、カチンスキはただちに批准法に署名することを表明した。同月10日、カチンスキは欧州委員会委員長ジョゼ・マヌエル・ドゥラン・バローゾ、2009年後半の欧州連合理事会議長国であるスウェーデンの首相フレドリック・ラインフェルト、欧州議会議長イェジ・ブゼクを大統領宮殿に招いて式典を行い、その場で批准法に署名した。

### ドイツにおける違憲審査
ドイツでは野党左翼党や与党キリスト教社会同盟に所属する連邦議会議員ペーター・ガウヴァイラーらによって、リスボン条約がドイツ連邦共和国基本法に違反するとして連邦憲法裁判所に違憲審査を求めた。ドイツでは議会での批准手続を2008年5月までに終えていたが、違憲審査の開始を受けて連邦大統領ホルスト・ケーラーは連邦憲法裁判所が合憲と判断するまで、ドイツでの批准手続完了に必要な連邦大統領の署名をしないことを表明した。
2009年6月30日に連邦憲法裁判所は違憲審査の結果を明らかにし、結論としてはリスボン条約はドイツ連邦共和国基本法に反しないと判断した一方で、欧州連合の政策決定に関与する点で国内法の改正が必要であるとした。この判断を受けて、同年9月27日に総選挙が実施されるという日程上の余裕がないなかで8月27日から議会における議論を開始し、連邦議会で9月8日に、連邦参議院で9月18日にそれぞれ改正法案を可決した。議会での改正法成立を受けてケーラーは9月25日に批准文書に署名し、ドイツの批准手続を完了させた。

### チェコの欧州懐疑派による反発

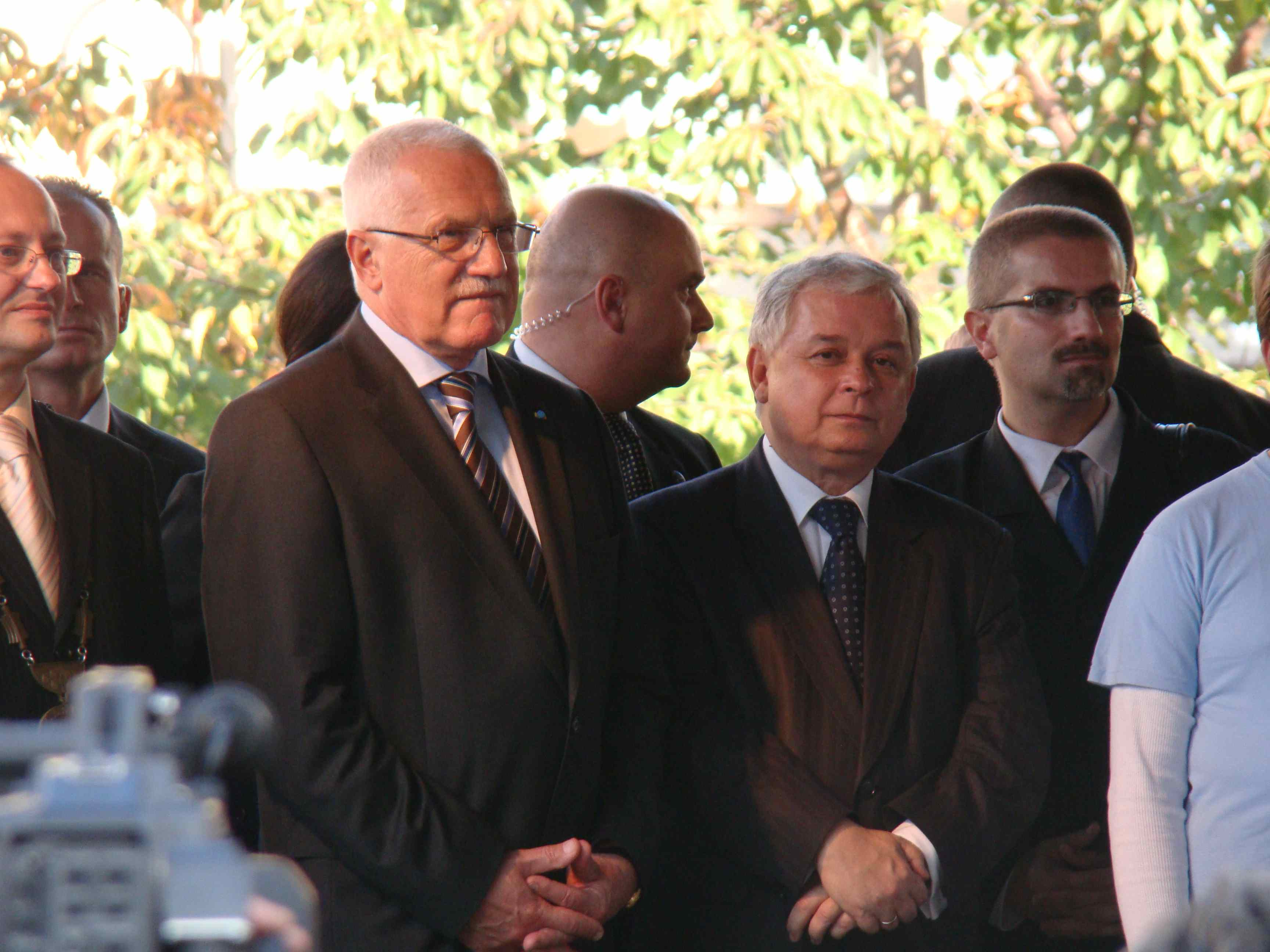
ヴァーツラフ・クラウス（中央左）とレフ・カチンスキ（同右）（2008年10月12日、チェシンにて）

チェコでは2008年4月24日、元老院において議員全70人中48人が、リスボン条約がチェコ国内法に反しないかどうかを憲法裁判所に審査することを求める決議を採択した。この決議によりチェコでは元老院、代議院ともにリスボン条約の批准についての審議を保留することとなった。
2008年11月26日、憲法裁判所はリスボン条約について判事全員が国内法に反しないと判断した。ところがこの判断に対してリスボン条約に批判的な立場をとる大統領ヴァーツラフ・クラウスは「憲法裁判所の判断はもっぱら政治的なものであり、司法の立場からなされたものではない」と述べている。他方で議会はリスボン条約批准の手続を開始し、2009年2月18日、代議院は批准承認に必要な全議員（200人）の5分の3をわずかに上回る125人が賛成した。ところが3月24日、チェコが2009年前半の欧州連合理事会議長国であるにもかかわらず、代議院においてミレク・トポラーネク政権に対する不信任決議が与党市民民主党の一部の議員の造反によって可決されるという波乱が起きる。政治情勢が流動化するなかで元老院での批准の見通しが一時は不透明となったが、5月6日に採決を行い、全議員79人中54人が賛成して批准が承認された。
議会での批准手続は完了したものの、クラウスは「アイルランドでの2度目の国民投票の結果が出るまで批准文書に署名しない」と発言してきており、さらには憲法裁判所に再度の審査を求めるよう、自分に近い元老院議員に促してきた。この動きに同調してイギリスの野党保守党党首のデービッド・キャメロンは、2010年に実施が見込まれている総選挙で政権を奪取したさいにはイギリスで国民投票を実施する意向を表明しており、この国民投票実施まで批准文書への署名延期をクラウスに求めた。くわえて2009年9月29日にイルジー・オベルファルゼルら市民民主党所属の元老院議員が憲法裁判所に対して再度の審査を求め、10月1日に憲法裁判所は審査を開始することを発表した。
2009年10月にアイルランドの国民投票でリスボン条約の批准が承認されたものの、クラウスは上述の憲法裁判所における審査の結果を待つとしたうえに、リスボン条約によって欧州連合基本権憲章が法的拘束力を持つようになると、第二次世界大戦後に旧チェコスロバキア政府がいわゆるベネシュ布告によって、追放したドイツ人などから没収した財産の返還請求訴訟を欧州司法裁判所に提起することができるようになると指摘した。クラウスはこのような事態を懸念し、条約協議のさいに盛り込まれたイギリスやポーランドに対する欧州連合基本権憲章の適用除外をチェコに対しても認めるように要求した。当時の議長国であるスウェーデンの首相フレドリック・ラインフェルトはこのクラウスの要求に応じ、同月29-30日に開催された欧州理事会の会合でチェコに対する欧州連合基本権憲章の適用除外を認めることを提案した。この提案に各国首脳は合意し、ポーランドとイギリスに対する欧州連合基本権憲章の適用除外を規定している、修正後の欧州連合条約および欧州連合の機能に関する条約の付帯第30議定書をチェコにも同様に適用することで合意した。
リスボン条約の違法性をふたたび審査していたチェコの憲法裁判所は2009年11月3日に、リスボン条約はチェコの国内法に違反することはないという判断を示した。欧州連合基本権憲章のチェコへの適用除外と憲法裁判所によるリスボン条約の合法性の確認を批准書への署名の条件としていたクラウスは、この2つの条件が満たされたことを受けて同日午後3時にリスボン条約に署名した。

## 反応
2007年6月の合意を受けて、ドイツの外相フランク＝ヴァルター・シュタインマイアーは「もはや残されたことは6月に合意された妥結案を法定化することだけだ」と述べている。オーストリア外相ウルズラ・プラスニックもこれに同意し、そのうえで「残されているのは多言語での正文作成と法的な詳細をまとめること」と付け加え、12週間以内に調印の準備を完了させることへの自信を覗かせた。この考え方には欧州委員会委員長ジョゼ・マヌエル・バローゾも同調し、10月までに27の加盟国が改革条約に政治的合意に達するということに自信を見せた。またバローゾは「われわれにはいまや条約文の草案がある。先の欧州理事会で得られた政治的なコンセンサスが法典化されているのだ」とも述べている。
しかしながらポーランドといった国には、一部の分野で議論の再開を望む空気があった。2007年6月、ポーランド首相ヤロスワフ・カチンスキは、ポーランドは第2次世界大戦が起こらなければ今よりもずっと人口が多かっただろうと、物議をかもす発言をしている。欧州議会議長ハンス＝ゲルト・ペテリングは、条約について実質的に新たな議論を行う余地はなく、またポーランドなどが示唆しているような議論の再開などもありえないと述べている。IGC に参加した欧州議会代表団の1人であるエルマー・ブロックはペテリングの発言に加える形で、もはやこの付託文書は条約草案にされる段階となっていると述べている。

### イギリス
イギリスにおいてリスボン条約は議論を呼んでいる。与党労働党は欧州憲法条約の批准にあたって国民投票の実施を掲げていたが、同国首相トニー・ブレアは、新たな改革条約については国民投票の実施の必要はないと述べている。リスボン条約には憲法条約で提唱された欧州連合の基本的な枠組みへの変革策を多く含まれているため、メディアではイギリス世論において新たな改革条約についての国民投票が実施されるべきだと報じていた。これに応じて、ブレアとその後任となることが決まっていたゴードン・ブラウンは、新条約では、欧州連合としての外交政策やコモン・ロー（基本権憲章がイギリスに対して法的効力を持たない内容）、社会政策、税法について拒否権が残ることから「レッド・ライン」を越えていないとして、国民投票の実施は必要ないと述べている。ブレアが妥結に至ったと主張しているが、欧州連合には外交担当機関が数多く残っており、つまり欧州連合はイギリスの利益とは関係なく外交政策を運営することとなるため、ブレアの外交政策に関する適用除外の実際の有効性に疑問が投げかけられた。また欧州連合の目的から「自由で歪みのない」という言葉が除かれたことも関心を集めた。これはフランス大統領ニコラ・サルコジが求めたことで、サルコジはこの文言について思想的な目標ではなく目的達成のための手段として用いられていると考えていた。
（日本語仮訳）欧州連合条約新第3条

3. 連合は（競争が自由で歪みのない）域内市場を設置するものとする。連合は完全雇用、社会の進歩および環境の質の保護と改善の高水準を目標とし、均衡の取れた経済成長と物価安定、高い自由競争による社会市場経済に基づく欧州の持続的な発展のために機能するものとする。連合は科学および技術の前進を振興するものとする

イギリス議会の議員には当初改革条約の草案がフランス語版しかなかったことに批判するものがおり、それらの議員は庶民院に英語版の草案が用意されなかったとして新条約を適切に精査できないと主張した。2007年10月、庶民院欧州監視委員会は、改革条約は大筋で欧州憲法条約と同質のものであり、この条約でイギリスのために規定された特例は実際のところでは効果を持たないと主張した。この見解は外相デイヴィッド・ミリバンドの意見と対立するものとなっている。